# Frank Drost (zwemmer)

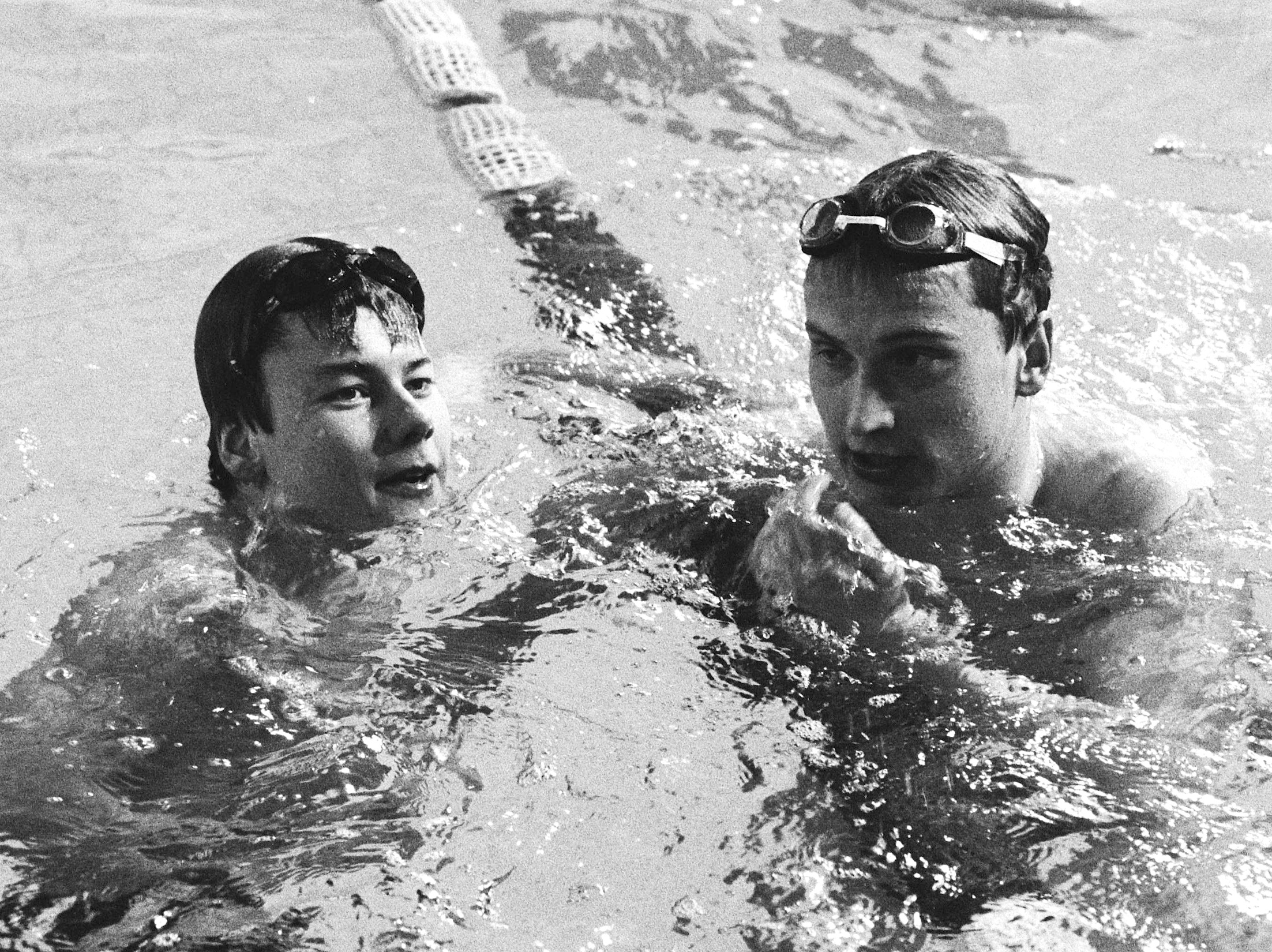
Frank Drost en Gérard de Kort in 1982

Frank Willem Drost (Amersfoort, 22 maart 1963) is een voormalig Nederlands topzwemmer op de vlinder- en vrije slag, die namens zijn vaderland tweemaal deelnam aan de Olympische Spelen: Los Angeles 1984 en Seoel 1988.
Zijn beste individuele prestatie bij die toernooien kwam bij zijn debuut in 1984, toen Drost als zesde aantikte in de finale van de 200 meter vrije slag: 1.51,62. Op dezelfde afstand, maar dan op de vlinderslag, sneuvelde hij in de series, waarna hij vervolgens als tweede eindigde in de B-finale en dus als tiende eindigde in de eindrangschikking. Met de estafetteploegen op de 100 en 200 meter vrije slag reikte Drost, lid van AZ&PC uit zijn geboorteplaats Amersfoort, tot respectievelijk de elfde (3.27,60) en de zevende plaats (7.26,72). 
Vier jaar later in Seoel wist Drost alleen een finaleplaats veilig te stellen met de aflossingsploeg op de wisselslag: zevende plaats in 3.46,55. Zijn broer Peter Drost was eveneens een zwemmer van (inter)nationaal niveau en deed eveneens mee aan twee Olympische Spelen: Moskou 1980 en Los Angeles 1984.